# جون كين (سياسي أسترالي)
جون كين هو سياسي أسترالي، ولد في 26 أبريل 1931 في ملبورن في أستراليا، وتوفي في 23 ديسمبر 2019 في Royal Melbourne Hospital ‏ في أستراليا بسبب أمراض دماغية وعائية. نشط حزبياً في حزب العمل الأسترالي (فرع فكتوريا) ‏. وقد انتخب Premier of Victoria ‏ (8 أبريل 1982 – 10 أغسطس 1990) وانتخب عضو الجمعية التشريعية  في فيكتوريا ‏ عن دائرة Electoral district of Bundoora ‏ (20 مارس 1976 – 14 أغسطس 1992).